# Chow Yun-fat
Chow Yun-fat, SBS (18. svibnja 1955.) je glumac iz Hong Konga. Proslavio se akcijskim filmovima tijekom osamdesetih i devedesetih. Chow je u karijeri glumio u više od 80 filmova i 24 televizijske serije. Tri puta je dobio honkongšku filmsku nagradu za najboljeg glumca (1987., 1988. i 1990.). Također je dvostruki dobitnik tajvanske filmske nagrade Zlatni konj za najboljeg glumca 1985. i 1987. godine.

## Vanjske poveznice
|  | Zajednički poslužitelj ima još gradiva o temi Chow Yun-fat |

- Profil na imdb.com
- Profil[neaktivna poveznica] na allrovi.com